# Pavonianer
Die Pavonianer oder die Kongregation der Söhne der Unbefleckten Maria (lat.: Congregatio Filiorum Mariae Immaculatae,  Ordenskürzel: CFMI) sind eine römisch-katholische Bruderschaft. Sie wurden am 11. August 1847 vom seligen Lodovico Pavoni (1784–1849) gegründet.

## Geschichte
In den Jahren zwischen 1819 und 1849  entstand unter Leitung des Priesters Lodovico Pavoni zunächst eine sogenannte „Arbeiterbruderschaft“, die jedoch keine kirchliche Anerkennung fand. 1821 eröffnete Pavoni eine Bildungseinrichtung für Jugendliche und erweiterte diese zu einer Jugendherberge. 1825 gründete er die erste religiöse Gemeinschaft von Priestern und Brüdern, die sich zur Aufgabe machte, Jugendliche zu erziehen und ihnen bei der Ausbildung zu helfen. 1843 erhielt diese Gemeinschaft von Papst Gregor XVI. die Genehmigung in der Diözese Brescia tätig zu werden. Am 11. Oktober 1847 wurde die „Kongregation der Söhne der Unbefleckten Maria“, gegründet. Zur Unterscheidung von anderen Kongregationen mit demselben Namen werden sie als „Pavonianer“ bezeichnet. Am 8. Dezember  1847, dem Hochfest der Unbefleckten Empfängnis, legten Lodovico und weitere Ordensbrüder ihre Profess ab. 

## Aufgaben und Inhalte
Die Pavonianer wollen ein Zeugnis der Nächstenliebe geben und bieten hierzu eine evangelische und brüderliche Lebensführung an. Hierzu leben sie in familiären Gemeinschaften, die den einfachen und freundlichen Geist der Familie charakterisieren sollen. Ihr Aufgabengebiet besteht hauptsächlich in der christlichen Erziehung und Ausbildung von Jugendlichen. Hierzu bedienen sie sich der  pastoralen Betreuung und der Katechese. Die Ordensmitglieder arbeiten eng mit der Ortskirche zusammen.

## Organisation
Die Kongregation unterteilt sich heute in die  Ordensprovinzen Spanien, Italien und Brasilien und besteht heute aus 34 Gemeinden und Einrichtungen. In Europa sind sie in Italien und Spanien tätig, in Lateinamerika unterhalten sie Einrichtungen in Brasilien, Kolumbien und Mexiko. In Afrika gibt es eine Einrichtung in Eritrea und in Asien eine auf den Philippinen. 
Bis zum Sommer 2004 gab es in Stommeln (Deutschland) noch eine „Schule für italienische Gastarbeiterkinder“, die 1968 gegründet worden war und von den Pavonianern geleitet wurde. Die Kongregation hatte im Jahr 2005 weltweit 208 Mitglieder, von denen 108 Priester waren. Das Generalhaus mit dem Ordensrat hat seinen Sitz in Tradate (italienische Provinz Varese), der jetzige Generalsuperior ist Pater Lorenzo Agosti. Die Hauptverwaltung mit dem Sekretariat und der Rechtsabteilung befindet sich in Rom.